# Gauntlet
《Gauntlet》是由Atari Games开发并于1985年发行的砍杀类街机游戏。该作属早期多人迷宫探索类街机游戏。日本版由南梦宫于1986年发行。《Computer and Video Games》编辑Clare Edgeley对游戏表示肯定。